# ميشيل ألفيس (لاعب كرة قدم)
ميشيل ألفيس (بالبرتغالية: Michel Alves‏) (25 مارس 1981 في البرازيل - ) هو لاعب كرة قدم برازيلي في مركز حراسة المرمى. لعب مع غريميو بورتو أليغرينزي ونادي إنترناسيونال ونادي جوفنتودي ونادي سيارا ونادي فاسكو دا غاما ونادي كريسيوما ونادي برازيل دي بيلوتاس ونادي فيلا نوفا.

## وصلات خارجية
- ميشيل ألفيس على موقع قاعدة بيانات كرة القدم.إي يو (الإنجليزية)
- ميشيل ألفيس على موقع Soccerway.com (الإنجليزية)